# Ruggiero (musique)
Le Ruggiero ou basse Ruggiero, est un terme italien désignant un schéma de basse harmonique en ostinato de la période baroque, populaire en Italie au XVIe et au XVIIe siècle. Le Ruggiero est utilisé dans de nombreuses compositions instrumentales et vocales.

## Thème
La mélodie de la basse varie de source en source et il est difficile de déterminer sa forme exacte, mais l'harmonie est néanmoins demeurée relativement inchangée, notamment dans son squelette harmonique, marqué ici (premier exemple) I – V – V – I, sur les temps forts, toutes les deux mesures par les rondes ou les rondes pointées « indiquant ainsi la succession des harmonies ». Comme le schéma harmonique est stable, ce procédé de composition est considéré « comme une variation sur un ostinato harmonique ». Pour sa part, l’Aria di ruggiero devait circuler comme un déchant de la basse.
La basse est généralement en sol et en quatre petites phrases, :

## Origine
Alfred Einstein, en 1911, expliquait l'origine du mot en référence à l’incipit d'une strophe du poème épique d’Orlando furioso de l'Arioste : « Ruggier, qual sempre fui tal esser voglio » (XLIV, 61), hypothèse reprise ensuite par John Ward et James Haar jusqu'en 1981.
Mais de récentes recherches montrent que le Ruggiero, comme d'autres airs pour chanter la poésie, découle plutôt de la tradition de la musique folklorique, précédant la Renaissance, et encore présente en Sicile, où elle est appelée Ruggera, à Savena, au Nord de l'Italie (Émilie-Romagne), connue comme Ruzir ou Ruggeri. C'est alors une danse en rythme binaire. La musicologue Placida Staro a émis l'idée que le mot proviendrait de ruzzèr et ruzlèr qui décrit le jeu de rotation dansée. Mais notre connaissance de ses apparitions reste fragmentaire.
Néanmoins, la mélodie apparaît effectivement dans plusieurs madrigaux sur les stances de l'Arioste.

## Histoire

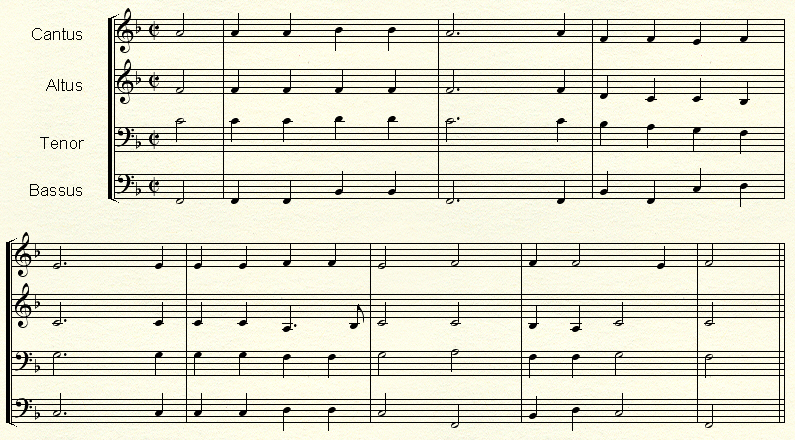
Le Ruggiero d'Ortiz (Tratado de Glossa (1553).

À partir du XVIe siècle, le stéréotype du Ruggiero servait de basse pour l'improvisation d'une mélodie chantée sur de la poésie et utilisée pour toute sorte de variations, de chansons, de danses (corrente di ruggieri de Giuseppe Rasponi, 1635). Les chanteurs-poètes de la Renaissance improvisaient des embellissements mélodiques en s'accompagnant d'un instrument, généralement le luth ou la viola da braccio.
Les premières variations imprimées figurent, sans titre, dans le Tratado de Glossa (1553) de Diego Ortiz, avec d'autres thèmes italiens (qu'il appelle sobre tenores) sujets de variations pour viole de gambe ; puis celles de Giovanni de Macque, Partite sopra Ruggiero, les premières pour le clavier restées en manuscrit. Les plus connues sont celles de Frescobaldi (Toccate e Partite, 1615 ; 1616, 1624, 1634, 1634), parmi d'autres de Sigismondo d'India, Giovanni Maria Trabaci (Recercare dell ottavo tono sopra Ruggiero 1603), Mayone (1603), Giovanni Girolamo Kapsberger (1604) pour chitarrone, Salamone Rossi (1623), Tarquinio Merula (1637), Bernardo Storace (1664) pour clavier, Vincenzo Galilei, Vitali (c. 1680) pour ensemble ; puis hors d'Italie avec Henry Purcell, Georg Böhm, Georg Friedrich Haendel et Bach qui en fait le fondement des Variations Goldberg.
Exemple : La basse des Goldberg. Elle correspond aux deux premières des quatre courtes phrases du premier exemple.
Au XVIIe siècle, le Ruggiero fait son apparition dans la musique vocale, tant soliste, qu'en ensemble, la basse étant alors utilisée généralement sur des rimes en octosyllabes,. On en trouve sous forme de chant solo ou de duos dans les œuvres de Sigismondo d'India (1609), Antonio Brunelli (1613), Francesco Dognazzi (1614), Antonio Cifra (1615, 1617, 1619), Gabriello Puliti (Armonici accenti 1621), Raffaello Rontani (1622), Giovanni Ghizzolo (1623), Giovanni Battista Fossato (Arie ad una et a più voci 1628), Domenico Massenzio (1629), Annibale Gregori (1635) et Caspar Kittel (1638).

### Ouvrages généraux
- Manfred Bukofzer (trad. de l'anglais par Claude Chauvel, Dennis Collins, Frank Langlois et Nicole Wild), La musique baroque : 1600-1750 de Monteverdi à Bach [« Music in the baroque era »], Paris, Éditions Jean-Claude Lattès, coll. « Musiques et musiciens », 1988 (1re éd. 1947), 485 p. (ISBN 2-266-03623-8, OCLC 19357552, BNF 35009151), p. 50.
- (en) Willi Apel (trad. Hans Tischler), The History of Keyboard Music to 1700, Bloomington, Indiana University Press, 1972 rééd. 1997, 878 p. (ISBN 978-0-253-13790-6, 0-253-13790-X et 0253211417, OCLC 412121, BNF 42816816, lire en ligne).
- Jean Massin et Brigitte Massin, Histoire de la musique occidentale, Paris, Fayard, coll. « Les Indispensables de la Musique », 1985, 1312 p. (ISBN 2-213-02032-9, OCLC 630597950), p. 309.
- Peter Gammond et Denis Arnold (dir.) (trad. de l'anglais par Marie-Stella Pâris, Adaptation française par Alain Pâris), Dictionnaire encyclopédique de la musique : Université d'Oxford [« The New Oxford Companion to Music »], t. II : L à Z, Paris, Éditions Robert Laffont, coll. « Bouquins », 1991 (1re éd. 1988), 987 p. (ISBN 2-221-05655-8, OCLC 19339606, BNF 36632390), p. 609.
- (en) Giuseppe Gerbino et Alexander Silber, The New Grove Dictionary of Music and Musicians (édité par L. Macy) : Ruggiero, Londres, Macmillan, seconde édition, 29 vols. 2001, 25000 p. (ISBN 978-0-19-517067-2, lire en ligne).

### Articles
- (de) Alfred Einstein, « Die Aria di Ruggiero », Sammelbände der Internationalen Musikgesellschaft, Leipzig, no XIII,‎ 1911–1912, p. 444–454 (OCLC 842229752)
- (de) John Ward, « voce Ruggiero » dans : Die Musik in Geschichte und Gegenwart, XI, 1963.
- (it) James Haar, « Arie per cantar stanze ariostesche », dans : Maria Antonella Balsano (éditeur), L'ariosto la musica i musicisti : Quattro studi e sette madrigali ariosteschi, Florence, 1981, p. 31–46.
- (it) Federica Pich, « Qual sempre fui, tal esser voglio (O. F. XLIV, 61-66) Bradamante e la ‘fede’ sognata di ruggiero », Schifanoia, a cura dell’istituto di studi rinascimentali di ferrara, nos 34-35,‎ 2008, p. 259–267 (ISSN 0394-5421, lire en ligne [PDF])